# MPSB Nr. 1 bis 7 (2. Besetzung)
Die Lokomotiven Nr. 1 bis 7 (2. Besetzung) der Mecklenburg-Pommerschen Schmalspurbahn AG wurden 1906 bis 1913 von der Arnold Jung Lokomotivfabrik hergestellt. Drei Lokomotiven wurden am 1. April 1949 von der Deutschen Reichsbahn übernommen und erhielten die Betriebsnummern 99 3351 bis 99 3353. Diese drei Lokomotiven sind heute noch erhalten.

## Geschichte
1906 beschaffte die MPSB erstmals zwei Lokomotiven mit der Bauart C1’ n2t. Die Maschinen erhielten die Betriebsnummern 1 und 2 in zweiter Besetzung. Außerdem erhielten sie die Namen JAKOBI und REUSS. 1907 folgten mit der FREIHERR VON TROSCHKE und der KAYSER die Lokomotiven mit den Betriebsnummern 3II und 4II. 1908 folgte die GRAF SCHWERIN LÖWITZ (5II), 1911 die KATTER (6II) und 1913 die RAT VOSS (7II). Zur Erweiterung der Reichweite wurden die Lokomotiven mit zweiachsigen, durch die MPSB selbst hergestellten, Wassertendern ausgestattet. Diese konnte gegebenenfalls auch Kohle mitführen. Die Lokomotiven wurden im Laufe des Betriebes vor allem im Bereich des Schornsteines und des Führerhauses umgebaut und angepasst.
Nach dem Ende des Zweiten Weltkrieges mussten die Lokomotiven 2, 3, 6 und 7 als Reparation an die Sowjetunion abgegeben werden. 1949 wurde die Mecklenburgisch-Pommersche Schmalspurbahn von der Deutschen Reichsbahn übernommen. Entsprechend dem Nummernschema wurden die Lokomotiven 1, 4 und 5 in die Baureihe 99.335 eingeordnet. Bis zur Einstellung des Betriebes auf der MPSB im September 1969 waren die Maschinen im Einsatz.

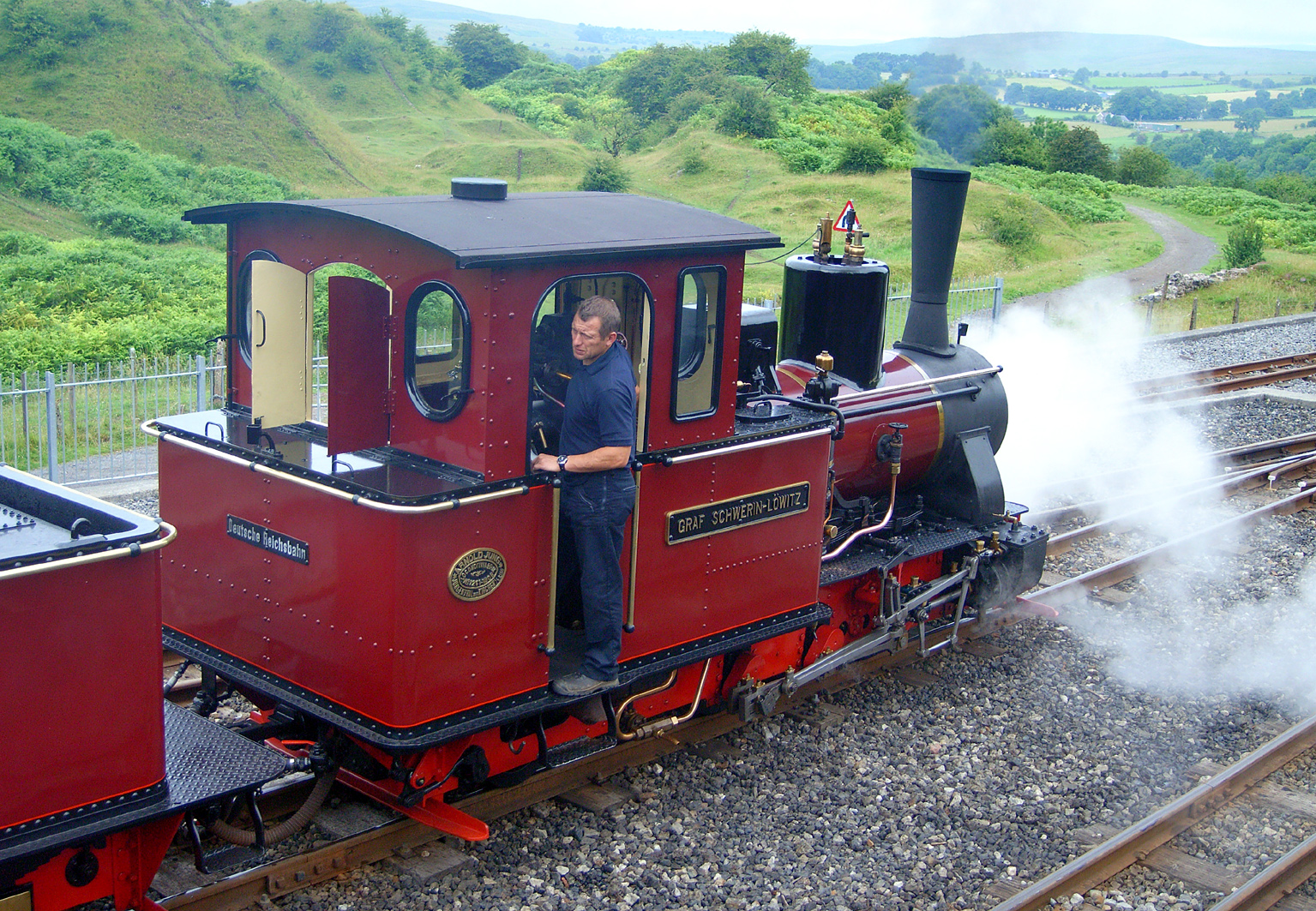
Die GRAF SCHWERIN LÖWITZ bei der Brecon Mountain Railway

Die 99 3351 wurde 1970 an einen Händler in Lauenburg/Elbe veräußert. 1973 kam die Lokomotive zum Georg Mohun Outdoor Steam Museum bei San Francisco. Ab 1985 war sie im Besitz der La Porte Country Historial Society bei Chicago und ab 1995 der Edaville Railroad, South Carver. 1998 erwarb das Frankfurter Feldbahnmuseum die Lokomotive. Die komplett restaurierte Lok wird seit 2006 zu Museumsfahrten genutzt.
Die 99 3352 wurde bis 1973 aufgearbeitet und als Denkmal in Friedland zusammen mit einigen Personenwagen ausgestellt. 1994 wurde die Lokomotive in eine Ausstellungshalle am früheren Bahnhof umgesetzt.
Die 99 3353 wurde 1972 von der Llanberis Lake Railway in Wales erworben. Seit 1977 ist die Lokomotive auf der Brecon Mountain Railway im Einsatz.

## Konstruktive Merkmale
Die Fahrzeuge hatten einen Außenrahmen und eine Schleppachse im Bisselgestell. Die Radsätze mit einem Laufkreisdurchmesser von 630 mm hatten einen Achsabstand von 700 mm. Der Antrieb erfolgte auf die dritte Achse.
Das Zweizylinder-Nassdampftriebwerk war leicht geneigt und besaß eine Heusingersteuerung.
Der Dampfdom saß hinter dem Schornstein und verfügte über zwei Sicherheitsventile. Der runde Sandkasten saß ebenfalls auf dem Kessel und sandete handbetätigt den dritten Radsatz von vorn. Die zwei Strahlpumpen speisten den Kessel in Höhe des Dampfdomes.
Die Lokomotiven selbst führten 0,6 m³ Wasser und je 0,55 Tonnen Kohle mit. Um die Reichweite zu erhöhen, gab es noch einen Hilfstender mit einem größeren Wasservorrat von ca. 3,0 m³.  Bei manchen Maschinen wurde hinterm Führerhaus ein Kohlenkasten angebaut. In der Ursprungsausführung hatten die Lokomotiven einen Kobelschornstein.
Die Lokomotiven hatten eine Handbremse. Die Lokomotive Nr. 6 war bei der Ablieferung mit einer Saugluftbremse Bauart Körting versuchsweise ausgerüstet.
Die Deutsche Reichsbahn rüstet die Lokomotiven mit einem Turbogenerator für die elektrische Beleuchtung nach.

## Fußnote
1. ↑  Tag der Verstaatlichung fast aller Privatbahnen in der DDR